# Мамистов, Михаил Владимирович
Михаил Владимирович Мамистов (род. 26 апреля 1965, Ленинград) — российский пилот спортивных самолётов и планёров, Заслуженный мастер спорта России, летчик-инструктор «ОКБ Сухого», летчик Сборной России по высшему пилотажу, тренер — Смолин В. В.
Единственный в истории соревнований по высшему пилотажу 5-кратный абсолютный чемпион Европы и первый и пока единственный трехкратный абсолютный чемпион мира — трехкратный обладатель высшей пилотажной награды — переходящего Кубка Арести, двукратный абсолютный чемпион мира и абсолютный чемпион Европы по высшему пилотажу на планерах, 2-кратный абсолютный чемпион Всемирных воздушных игр (1997 г. — на пилотажных планерах, 2001 г. — на спортивных самолетах), 10-ти кратный абсолютный чемпион России.
Обладатель 50 золотых, 36 серебряных и 19 бронзовых медалей чемпионатов мира, Европы, Всемирных воздушных игр по высшему пилотажу на самолетах и планерах.

## Образование
Окончил Ленинградский государственный университет (1988) и Калужское авиационное летно-техническое училище (1997). Выпускник Юношеского Клуба Космонавтики им. Г. С. Титова.

## Достижения
- 3-кратный Абсолютный чемпион мира по высшему пилотажу на самолетах (2001, 2011, 2017)
- 5-кратный Абсолютный чемпион Европы по высшему пилотажу на самолетах (2004, 2006, 2008, 2012, 2016)
- 2-кратный Абсолютный чемпион мира по высшему пилотажу на планерах (1995, 1997)
- Абсолютный чемпион Европы по высшему пилотажу на планерах (1996)
- Абсолютный чемпион первых Всемирных воздушных игр по высшему пилотажу на планерах (1997)
- Абсолютный чемпион вторых Всемирных воздушных игр по высшему пилотажу на самолетах (2001)
- Чемпион мира 2003 г. по программе «Фристайл»
- Победитель этапа Гран-При (2007 г.), неоднократный призер этапов Гран-При (2002, 2004, 2007)
- 16-кратный Абсолютный чемпион России по высшему пилотажу на самолетах (1994, 1996, 1997, 1998, 2005, 2008, 2009, 2010, 2011, 2012, 2017, 2020, 2022, 2023, 2024, 2025)
- Обладатель переходящих Кубка Арести (2001, 2011, 2017), Кубка Эрика Мюллера (2000, 2001), Кубка Егорова (2001, 2003), Кубка Штроссенройтера (2003)

## Награды и звания
- Орден Почёта (2002)
- Орден Дружбы (1996)
- Заслуженный мастер спорта СССР (1996)
- Золотая авиационная медаль ФАИ (2012)
- Медаль имени первого трижды Героя Советского Союза А. И. Покрышкина (1997)